# Chiesa di San Giovanni Evangelista (Sissa Trecasali)
La chiesa di San Giovanni Evangelista è un luogo di culto cattolico dalle forme neoromaniche situato in strada Bettoli a Coltaro, frazione del comune sparso di Sissa Trecasali, in provincia e diocesi di Parma; è sede di una parrocchia compresa nella zona pastorale della Bassa.

## Storia
Nella Ratio Decimarum del 1299 si legge che l'Ecclesia de Cotaro era filiale della pieve dei Santi Quirico e Giulitta, mentre dalla Descriptio redatta da Cristoforo Dalla Torre nel 1564 s'apprende che era sede di una parrocchia.
La nuova chiesa venne costruita nel 1690 riutilizzando i materiali del precedente luogo di culto dopo che questo aveva subito dei danni e poi consacrata il 25 dicembre del medesimo anno; in quell'occasione furono edificati pure la torre campanaria e la canonica.
Tra il 1885 e il 1887 la parrocchiale venne dotata delle due navate laterali, mentre nel biennio 1948-49 si provvide a innalzare di due metri i muri della parte centrale; nel 1994 la chiesa fu adeguata alle norme postconciliari mediante l'aggiunta dell'ambone e dell'altare rivolto verso l'assemblea.

## Descrizione

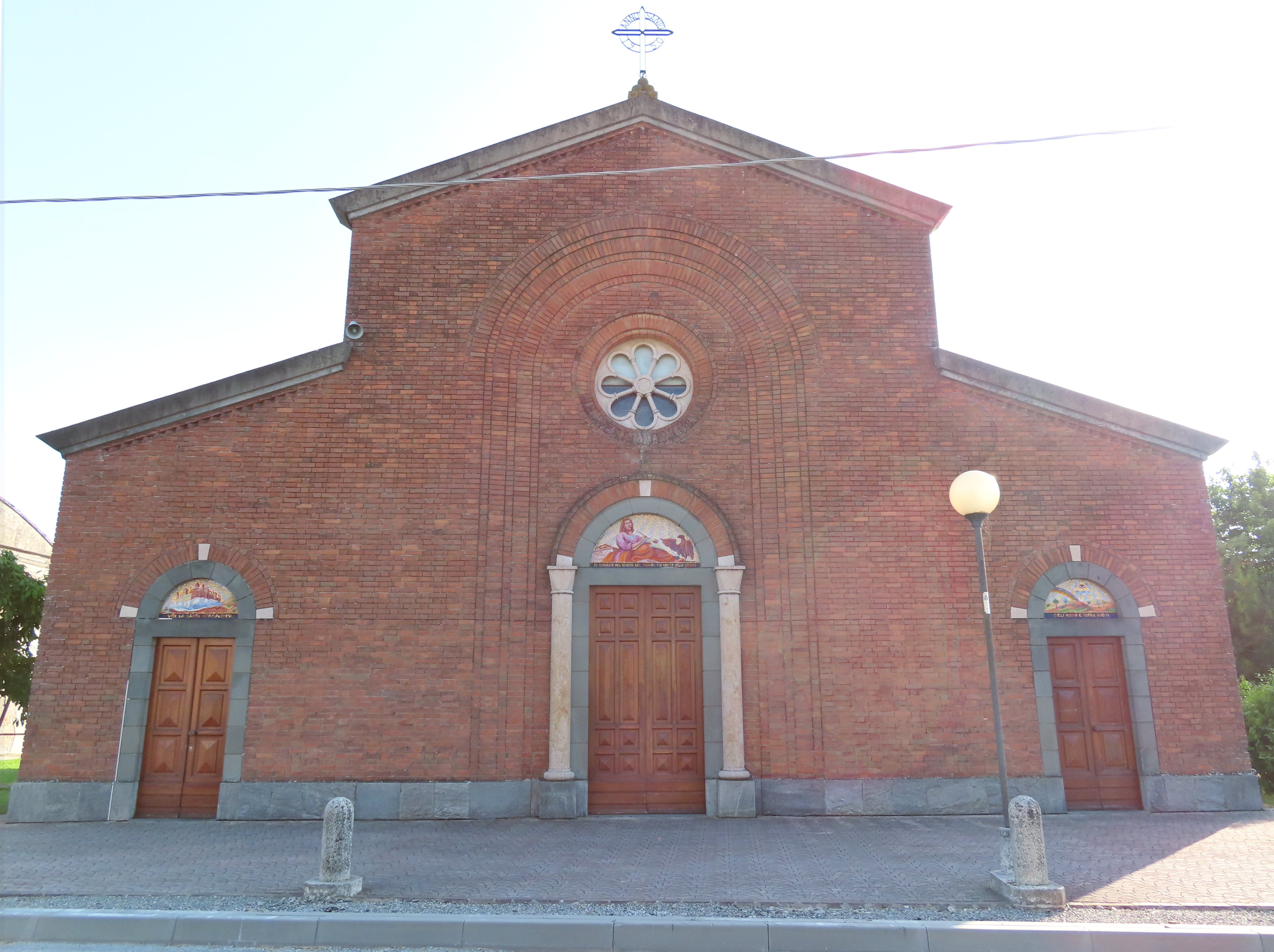
La facciata

### Esterno
La facciata a salienti della chiesa, rivolta a nordest, si compone di tre porzioni: quella centrale, più alta, presenta, inscritti in un ampio arco a tutto sesto strombato, il portale maggiore, affiancato da due colonnine e sormontato da una lunetta, e una finestra semicircolare, mentre le due ali laterali sono caratterizzate dagli ingressi secondari.
Annesso alla parrocchiale è il campanile a base quadrata, la cui cella presenta su ogni lato una monofora a tutto sesto ed è coronata dalla cupoletta poggiante sul tamburo ottagonale.

### Interno
L'interno dell'edificio si compone di tre navate, separate da pilastri sorreggenti degli archi a tutto sesto sopra i quali corre la cornice modanata e aggettante su cui s'imposta la volta a botte ribassata; al termine dell'aula si sviluppa il presbiterio, rialzato di alcuni gradini e chiuso dall'abside di forma semicircolare.